# Dia Internacional d'Informació sobre el Perill de les Mines i d'Assistència per a les Activitats Relatives a les Mines
L'Assemblea General de les Nacions Unides declara que, tots els anys, el 4 d'abril es proclami i se celebri el Dia Internacional d'Informació sobre el Perill de les Mines i d'Assistència per a les Activitats Relatives a les Mines. L'ús de mines antipersones, si bé ha disminuït producte de les pressions internacionals i d'organitzacions no governamentals, encara és un problema en nombrosos països. Les mines terrestres té un baix cost d'instal·lació, però un alt impacte més social i econòmic que militar, ja que les seves víctimes acaben sent principalment civils, així hipotequen el desenvolupament de moltes societats, ja que impedeixen poder explotar òptimament els recurs que disposen: el camp i la seva gent. Pitjor àdhuc que la quantitat de ferits i mutilats col·lapsen el sistema mèdic i impedeixen l'ús del capital humà en forma òptima.
Com una forma de crear consciència i cridar l'atenció sobre aquest problema el 8 de desembre de 2005 l'Assemblea General de les Nacions Unides en la Resolució 60/97 "declara que, tots els anys, el 4 d'abril es proclami i se celebri el Dia Internacional d'Informació sobre el Perill de les Mines i d'Assistència per a les Activitats Relatives a les Mines".
| «                                    | Les mines i les restes explosives de guerra constitueixen una greu amenaça per a la seguretat, la salut i la vida de la població local o un obstacle per al desenvolupament social i econòmic. Per aquest motiu, l'Assemblea General va decidir al desembre de 2005 que, tots els anys se celebri el Dia Internacional d'informació sobre el perill de les mines i d'assistència per a les activitats relatives a les mines (resolució 60/97). «Més que mines» El lema d'aquest any «Més que mines» té en compte els diferents tipus d'amenaces a les quals s'enfronten les Nacions Unides i els Estats membres en la seva acció contra els explosius i crida l'atenció sobre el fet que la destrucció d'aquest tipus de material és solament una part de la labor de l'Organització entorn d'aquesta amenaça. Les mines terrestres no són els únics explosius que representen un perill per als civils que viuen en zones de conflicte o de post conflicte. Les bombes que no han estat detonades, les granades, les armes i munició sense dispositius de seguretat, i els artefactes explosius improvisats també poden matar, ferir i impedir l'accés a l'atenció mèdica, a l'educació i al desenvolupament. A Afganistan la xifra de morts causades per aquest tipus d'artefactes és deu vegades superior a les morts per l'explosió de mines terrestres. | » |
| — Organització de les Nacions Unides | |   |